# Hellbrunner Berg
Hellbrunner Berg é uma montanha localizada em Salzburgo, na Áustria. Tem uma altitude de 515 metros.